# 성 비투스 대성당

성 비투스 성당의 옆면의 모습으로 옥색 지붕의 시계가 있는 남쪽 탑이 보인다. (2006년 1월 22일)

성 비투스 대성당(체코어: Katedrála svatého Víta)은 체코의 수도 프라하의 대주교좌로 프라하 성 안에 위치하고 있으며 고딕 양식의 뛰어난 전범으로 꼽히는, 체코에서 가장 크고 가장 중요한 성당이다. 1989년에 성 비투스, 성 바츨라프, 성 아달베르트 대성당(체코어: Katedrála svatého Víta, Václava a Vojtěcha)으로 개명하였다. 이 대성당에는 여러 명의 체코 왕과 여러 성자들, 영주, 귀족, 대주교들의 유골이 안치되어 있기도 하다.

## 기원
현재 성당은 세번째 성당 건물이다. 첫번째 성당은 930년 보헤미아 공작 바츨라프 1세에 의해 설립된 초기 로마네스크의 원형 성당이었다. 바츨라프 1세가 황제 헨리 1세로부터 성유물(성 비투스의 팔)을 획득했기 때문에 성당은 성 비투스에 헌납됐다.

## 고딕 건축 양식
고딕 건축 양식을 띤 현재의 성당은 1344년 11월 21일 프라하가 대주교 관할로 승격되면서 건설이 시작됐다. 보헤미아의 국왕 얀 루쳄부르스키가 성당 건설을 위한 초석을 마련했다. 당시 보헤미아의 왕 카를 4세(후에 신성 로마 황제가 되었다.)가 후원했으며, 그는 성당이 대관식, 가족묘 등의 역할을 하길 바랬다.

## 사진

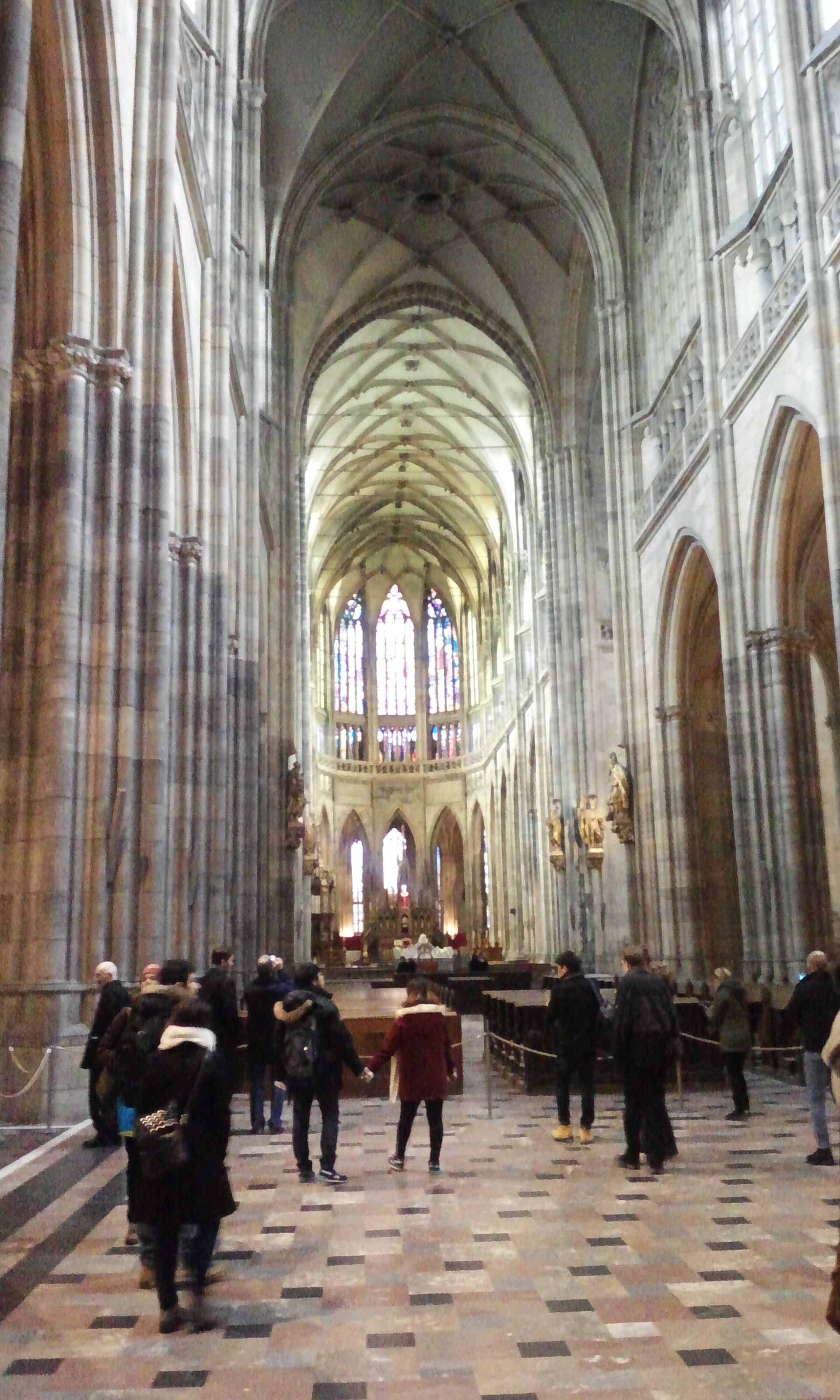
2015년 1월 성 비투스 대성당의 내부